# Justicia carthaginensis
Justicia carthaginensis là một loài thực vật có hoa trong họ Ô rô. Loài này được Jacq. mô tả khoa học đầu tiên năm 1760.